# Berthe Morisotová s kyticí fialek
Berthe Morisot s kyticí fialek je olej na plátně od francouzského malíře, impresionisty Édouarda Maneta (23. ledna 1832, Paříž - 30. dubna 1883, Paříž) z roku 1872. Manet zobrazuje Berthe Morisot v černém smutečním oblečení, s prakticky neviditelnou kyticí fialek. Obraz je také znám pod názvem Portrét Berthe Morisot, Berthe Morisot v černém klobouku nebo Mladá žena v černém klobouku. Malba je součástí sbírky Musée d'Orsay v Paříži.
Manet se seznámil s Morisotovou v roce 1868. Bertha byla neteří malíře Fragonarda, a byla také úspěšnou malířkou. Morisotová a Manet ve svých malbách ovlivňovali jeden druhého. Manet Morisotovou maloval mnohokrát, jeden z jejích portrétů, který Manet namaloval, se jmenuje Balkon. V roce 1784 se Bertha provdala za Manetova bratra Eugèna. Během francouzsko-pruské války v letech 1870-71 Manet zůstal v Paříži a sloužil v Garde Nationale. Dokud bránil Paříž jako voják, nebyl schopen malovat. Když se Paříž na konci ledna 1871 vzdala a Pařížská komuna byla v květnu 1871 poražena, Manet se vrátil k malování. Obraz Berthe Morisot s kyticí fialek byl jedním ze čtyř portrétů Morisotové, které Manet v roce 1872 namaloval. Obraz má rozměry 40,5 x 55,5 cm (15,9 × 21,9 palců) a je podepsán „Manet 72“ v pravém horním rohu. Jedná se o studii v odstínech černé. Černá barva je není příliš obvyklá pro Manetovy portréty, typické jsou pro něho spíše světlé tóny. Na tomto portrétu osvětluje Manet tvář Berthy jen z pravé strany, levá polovina obličeje je zahalena stínem. Morisotová je oblečena v černých smutečních šatech, v černém klobouku, s tváří obklopenou černými stužkami a šátky. Manet ji maluje s černýma očima, i když oči Morisotové byly ve skutečnosti zelené. V černém oblečení, s černýma očima vyvolává dojem španělské ženy. Manet už dříve vytvořil podobný portrét vlastní matky oblečené ve smutku. Namaloval jej v roce 1863. Zobrazuje jeho matku oblečenou v černém, na tmavém pozadí. Fialové květy jsou na portrétu Morisotové sotva postřehnutelné. Manet použil motiv fialek také na svém obraze Žena s papouškem z roku 1866. Po dokončení obrazu Berthe Morisot s kyticí fialek vytvořil Manet ještě lept a litografii se stejným námětem. V roce 1874, po smrti otce Berthy Morisotové, Edme Tiburce Morisota, namaloval podobný obraz Berthy Morisotové v černém.
Malba byla považována za Manetovo mistrovské dílo. Manet jej prodal nebo daroval sběrateli a výtvarnému kritikovi Théodoru Duretovi. Morisotová sama získala obraz v roce 1894, zaplatila 5100 franků při prodeji Duretovy sbírky. Po její smrti v roce 1895 se obraz dostal do majetku její dcery Julie Rouart, kde zůstal až do její vlastní smrti v roce 1966. Po té se stal součástí sbírky jejího syna Clémenta Rouarta. V roce 1998 za finanční pomoci od Fonds du Patrimoine, nadace Meyer, China Times Group a sponzorského programu koordinovaného japonskými novinami Nikkei získalo obraz Musée d'Orsay v Paříži.